# Stéphan Villeneuve
Pour les articles homonymes, voir Villeneuve.
Stéphan Villeneuve est un journaliste français né le 24 septembre 1968 à Neuilly-sur-Seine et tué le 19 juin 2017 lors de la bataille de Mossoul.

## Biographie
Fils de Bernard Villeneuve, patron de presse et de Catherine Villeneuve, titulaire d'un DEUG d'histoire de l'art, il se dirige dans un premier temps vers les métiers de l'art. Après plusieurs expériences infructueuses, il décide de s'orienter vers sa première passion : le reportage.
En 1986, il fait des stages d'assistant-réalisateur sur les journaux télévisés de TF1. Il enchaine ensuite des stages à l'agence Sygma, puis à l'agence de presse TV Presse. En 1989, il participe au début de l'agence CAPA, où il est employé à copier des cassettes vidéo, avant de tourner à son tour. Il participe à l’« émergence du métier de journaliste reporter d’images », et travaille notamment pour les magazines 24 heures, Zone interdite, Carnets de route, Envoyé spécial en qualité de journaliste reporter d'images. Il se spécialise dans la couverture de conflits, en Bosnie, Rwanda, Tunisie.
En 2002, il quitte CAPA pour devenir journaliste indépendant, il travaille pour plusieurs agences. Il est co-auteur d'un reportage sur l'euthanasie en Suisse, et filme pour Nicolas Jaillard un reportage sur les transsexuels en Iran.
Stéphan Villeneuve est tué le 19 juin 2017 lors de la bataille de Mossoul. Le journaliste préparait un reportage pour Envoyé spécial quand deux mines ont explosé. Il est enterré au cimetière du Père-Lachaise (64e division). Les mines ont également tué le fixeur qui les guidait, Bakhtiyar Haddad, ainsi que la journaliste Véronique Robert. 